# ライアン・ロリソン
ライアン・ペリー・ロリソン（Ryan Perry Rolison, 1997年7月11日 - ）は、アメリカ合衆国テネシー州ジャクソン出身のプロ野球選手（投手）。左投右打。MLBのコロラド・ロッキーズ所属。

## 経歴

### プロ入りとロッキーズ時代
高校時代に2016年のMLBドラフト37巡目（全体1104位）でサンディエゴ・パドレスから指名されたが、契約を拒否してミシシッピ大学へ進学した。
2018年のMLBドラフト1巡目（全体22位）でコロラド・ロッキーズから指名されプロ入り。契約金は290万ドル。傘下のルーキー級グランドジャンクション・ロッキーズでプロデビューし、9試合に先発登板して0勝1敗、防御率1.86、120奪三振の成績を記録した。
2019年はA級アッシュビル・ツーリスツで開幕を迎え、シーズン途中にA+級ランカスター・ジェットホークスに昇格。2チーム合計で25試合に先発登板して8勝8敗、防御率4.40、132奪三振の成績を記録した。
2020年は新型コロナウイルスの影響でマイナーリーグの試合が開催されなかった。
2021年はAA級ハートフォード・ヤードゴーツで開幕を迎え、シーズン途中にAAA級アルバカーキ・アイソトープスに昇格した。6月14日に虫垂を取り除いて故障者リスト入りした。
2025年5月11日に40人ロースターに登録され、同月13日のテキサス・レンジャーズ戦でメジャー初登板した。

## 選手としての特徴
支配的な球種には欠けるがそつなくまとまったタイプで、コントロールにも優れる。

## 人物
ロッキーズにドラフトで指名された同日に、2012年に自身のTwitterにて、同年行われた大統領選挙で再選したバラク・オバマに対して「誰かがスピーチの最中に彼を銃撃するしか望みはない」というツイートをしていたことが発覚し、物議を醸した。後にこのツイートについて「未熟だった」と謝罪している。

## 詳細情報

### 背番号
- 50 （2025年 - ）